# Франк Дрейк
Франк Дрейк е американски астроном и астрофизик.
През 1960 г. на първата SETI конференция той представя своето „Уравнение на Дрейк“ – теория на вероятностите, която изчислява броя на активните и комуникиращи извънземни цивилизации в Млечния път. Той е създателят и на съобщението от Аресибо.